# Tibor Komáromi
Tibor Komáromi (Budapest, 15 de agosto de 1964) es un deportista húngaro que compitió en lucha grecorromana.
Participó en los Juegos Olímpicos de Seúl 1988, obteniendo la medalla de plata en la categoría de 82 kg. Ganó tres medallas de oro en el Campeonato Mundial de Lucha entre los años 1986 y 1989, y siete medallas en el Campeonato Europeo de Lucha entre los años 1985 y 1992.

## Palmarés internacional
| Juegos Olímpicos   | Juegos Olímpicos           | Juegos Olímpicos  | Juegos Olímpicos |
| Año                | Lugar                      | Medalla           | Categoría        |
| ------------------ | -------------------------- | ----------------- | ---------------- |
| 1988               | Seúl (Corea del Sur)       | Medalla de plata  | 82 kg            |
| Campeonato Mundial |                            |                   |                  |
| Año                | Lugar                      | Medalla           | Categoría        |
| 1986               | Budapest (Hungría)         | Medalla de oro    | 82 kg            |
| 1987               | Clermont-Ferrand (Francia) | Medalla de oro    | 82 kg            |
| 1989               | Martigny (Suiza)           | Medalla de oro    | 82 kg            |
| Campeonato Europeo |                            |                   |                  |
| Año                | Lugar                      | Medalla           | Categoría        |
| 1985               | Leipzig (RDA)              | Medalla de plata  | 82 kg            |
| 1986               | El Pireo (Grecia)          | Medalla de oro    | 82 kg            |
| 1987               | Tampere (Finlandia)        | Medalla de bronce | 82 kg            |
| 1988               | Kolbotn (Noruega)          | Medalla de plata  | 82 kg            |
| 1990               | Poznań (Polonia)           | Medalla de bronce | 90 kg            |
| 1991               | Aschaffenburg (Alemania)   | Medalla de bronce | 90 kg            |
| 1992               | Copenhague (Dinamarca)     | Medalla de bronce | 90 kg            |